# Casa Kryze
En el universo de Star Wars, la Casa Kryze fue una facción política dinástica cuyos miembros eran considerados la Familia real de la sociedad mandaloriana al ser, durante varias generaciones, la Casa reinante del planeta Mandalore. Tuvieron vital importancia durante las Guerras Clon y la era de la Nueva República. Estaba conformada por varios clanes y grupos, y es considerada una de las Casas más poderosas de la historia de Mandalore. Los Kryze han sido guerreros prodigiosos y hábiles políticos dentro de su dinastía, en la cual han ostentado los títulos de soldados, cadetes, duques, príncipes, y de Mand'alore, título otorgado al líder supremo de todos los mandalorianos.
La casa Kryze era la Casa real del Planeta Mandalore dentro de las Grandes Casas que constituían la sociedad mandaloriana, antes, durante y después de la Guerra de los Clones. Su asentamiento ancestral estaba situado en el planeta Kalevala. Allí, ostentaban los títulos de Duques y Damas.
Eventualmente al obtener el trono mandaloriano, la sede del líder o regente fue la ciudad de Sundari, capital del Planeta Mandalore. En este contexto, el título a ostentar era el de Mand'alore, y los herederos eran nombrados príncipes.

## Historia
La historia de la Casa Kryze está muy ligada a la Casa Vizsla (tanto por el Sable Oscuro, como por el liderazgo de Mandalore), y a varios maestros Jedi, principalmente Obi-Wan Kenobi y Ahsoka Tano.
En medio de las Grandes Guerras de los Clanes que siguieron a la Guerra Civil Mandaloriana, cuando la facción de "los Nuevos Mandalorianos" salieron victoriosos sobre la facción de "los Verdaderos Mandalorianos", el jefe de la Casa Kryze fue asesinado. Su hija mayor, Satine Kryze del planeta Kalevala, más tarde llegó a convertirse en líder de la facción de Nuevos Mandalorianos y regente del planeta Mandalore, sobre el inicio de las Guerras Clon. Sin embargo, más adelante ella fue asesinada por el Lord Sith Darth Maul, quien también había asesinado en un duelo al portador del Sable Oscuro, Pre Vizsla, y se había autonombrado nuevo Mand'alore.
Tiempo después de las muertes de Satine y Vizsla, tras el Asedio de Mandalore, Maul es derrotado y la hija menor del anterior jefe, la princesa Bo-Katan Kryze, se convirtió en la líder de la Casa Kryze y en la regente de Mandalore. Ella además lidera al Clan Kryze y a la unidad de élite mandaloriana conocida como los Búhos Nocturnos.

## Cisma de la Casa Kryze
Durante la Guerra Civil Mandaloriana, un conflicto ideológico fue librado entre la radical "Guardia de la Muerte" y los reformistas "Verdaderos Mandalorianos", mientras que los pacifistas "Nuevos Mandalorianos" permanecieron separados y neutrales.
En algún punto del conflicto, las hermanas, Satine y Bo-Katan quedaron en bandos separados y se hicieron enemigas; mientras que Satine, como líder de Los Nuevos Mandalorianos, abogaba por que el mantenerse neutral y alejados de conflictos determinara la política exterior del planeta, exiliando a la Luna Concordia a todo mandaloriano que no estuviera de acuerdo con ella, por el otro lado Bo-Katan prefería los métodos ancestrales y puristas mandalorianos con el pasado guerrero y violento de los guerreros. Estas posturas extremas de ambas mujeres dio pie a un fraccionamiento muy grave dentro de la Casa Kryze.
Bo-Katan terminó así abandonando la Casa Kryze y uniéndose a la Guardia de la Muerte, grupo radical que luchaba por preservar la tradición ancestral combativa, liderados por el warlord Pre Vizsla.

## Unificación de los bandos
Pre Vizsla tomó la mala decisión de aliarse al lord sith Darth Maul y a su hermano Savage Opress, pese a la negativa de Bo-Katan de realizar dicha alianza. Con el apoyo del pueblo mandaloriano, Vizsla derrocó a Satine y se nombró a sí mismo Primer Ministro, reclamando también el título ancestral de Mand'alor. También traicionó a sus aliados Sith, que fueron apresados pero consiguieron escapar. Luego de la fundación del Colectivo Sombra, Maul acabó matando a Vizsla durante un duelo.
Con Satine apartada del trono, Maul se proclamó gobernante de Mandalore, pero Bo-Katan lo repudió como líder y lo abandonó junto a gran parte de los Búhos Nocturnos. Eventualmente, las hermanas resolvieron aliarse para un bien común, solicitando la ayuda de Obi-Wan Kenobi.

## Clanes afiliados
Hay varios clanes que juearon lealtad a la Casa Kryze, entre ellos los más conocidos son los siguientes:
- CLAN KRYZE

El Clan Kryze es la principal y facción de guerreros mandalorianos de la Casa Kryze, bajo el liderazgo de lady Bo-Katan. Después de la ocupación de Mandalore por parte del Imperio, Bo-Katan lideró el clan con la esperanza de resistir el dominio imperial y restaurar su mundo natal.
- CLAN ELDAR

El Clan Eldar volvió como clan vasayo luego de algunos años en el exilio. Siempre dieron su apoyo a la resistencia mandaloriana liderada por Bo-Katan Kryze luego de la purga, durante la Noche de las Mil Lágrimas, formaron parte de los Hijos de la Guardia, hasta el regreso de Bo-Katan y la reconquista de Mandalore.
- CLAN CUERNO DE BARRO

Durante la reconquista de Mandalore, el líder del Clan Cuerno de Barro, Din Djarin, juró lealtad a la Casa Kryze en apoyo a Lady Bo-Katan Kryze, hasta el fin de sus días.

## Grupos afiliados
Entre los grupos leales a la Casa Kryze están los siguientes:
- NUEVOS MANDALORIANOS

Fue el gobierno pacifista que controló el sistema Mandalore en el Borde Exterior que le dio gran importancia a las virtudes del pacifismo, la neutralidad y la no violencia, en lugar de la fuerza militar. Estuvieron liderados por la regente duquesa Satine Kryze.
- BÚHOS NOCTURNOS

Unidad de élite guerrera mandaloriana conformada por guerreros de distintos clanes, bajo el liderazgo de la princesa Bo-Katan Kryze. Su ideología se basó casi exclusivamente en el arte de la guerra, en la que se concibe la batalla como la máxima fuente de honor y orgullo para su clan.